# Andrej Zjeljabov

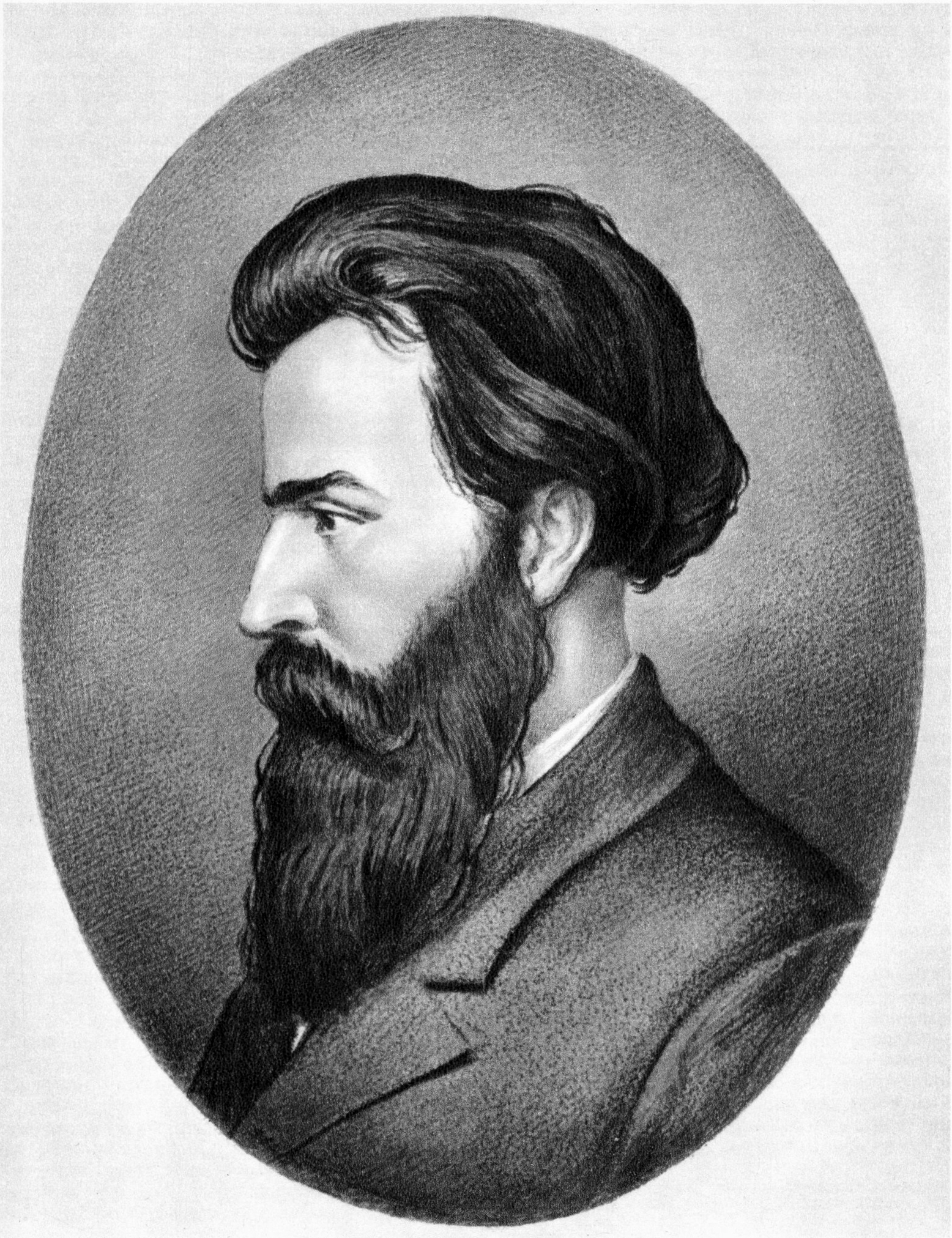
Andrej Zjeljabov

Andrej Ivanovitj Zjeljabov (ryska: Андрей Иванович Желябов), född 29 augusti (gamla stilen: 17 augusti) 1851 i guvernementet Taurida på Krim, död 15 april (gamla stilen: 3 april) 1881 i Sankt Petersburg (avrättad), var en rysk revolutionär. 
Zjeljabov, som var son till en livegen, kom som juris studerande i Odessa i förbindelse med socialistiska revolutionärer och intog snart en ledande ställning inom den revolutionära rörelsen vid de sydryska universiteten. Han häktades 1877, men blev kort därefter frigiven. 
Zjeljabov var den egentlige anstiftaren av det misslyckade järnvägsattentatet mot Alexander II och av explosionen i Vinterpalatset 1880. Han ledde förberedelserna till det attentat i Sankt Petersburg, som 13 mars 1881 vållade tsarens död. Själv hade han två dagar förut arresterats, och hans delaktighet i sammansvärjningen ådrog honom dödsstraff. 